# Acqua Minerale San Benedetto
Acqua Minerale San Benedetto S.p.A. è una azienda italiana con sede a Scorzè (Venezia) e operante nel campo delle bevande analcoliche (soft beverage). In Italia e all’estero produce e vende acqua minerale oltre che bibite gassate e non gassate.
San Benedetto è azienda leader nelle bevande analcoliche in Italia e ha undici stabilimenti (in Italia a Scorzè (Venezia), Pocenia (provincia di Udine), Popoli Terme (provincia di Pescara), Donato (provincia di Biella), Nepi (provincia di Viterbo), Viggianello, Atella (provincia di Potenza), due in Spagna, uno in Polonia, uno in Ungheria). Nel 2021 ha 2.031 dipendenti nel mondo e 44 linee di imbottigliamento in Italia per una capacità produttiva di oltre 4,5 miliardi di bottiglie vendute in tutto il mondo. È controllata dalla famiglia di industriali Zoppas (la medesima dell'omonima fabbrica di elettrodomestici).

## Storia

### Gli inizi
Il primo stabilimento per l'imbottigliamento delle acque provenienti dalle fonti San Benedetto e Guizza a Scorzè risale al 1956, fondato dai fratelli Bruno ed Ermenegildo (detto Ilo) Scattolin, proprietari di uno spaccio alimentare e del terreno in cui si trova la fonte. L'azienda prende il nome dall'omonima fonte, famosa sin dai tempi della Repubblica Veneta per essere una fonte della salute.  Nel 1959 l'azienda diventa una società per azioni, la famiglia Scattolin mantiene la maggioranza e fa entrare parenti alla lontana con una partecipazione di un terzo: si tratta della famiglia Zoppas, impegnata in quegli anni nel fare sviluppare l'omonima azienda di elettrodomestici di sua proprietà. Augusto Zoppas diventa presidente della società guidata sempre dagli Scattolin.
Nel 1971, quando l'azienda di elettrodomestici è in crisi e il fondatore, Luigi, è scomparso da un anno, la famiglia Zoppas acquisisce la maggioranza della San Benedetto che ha qualche problema finanziario. Enrico Zoppas diventa amministratore delegato e Giuliano De Polo, sposato con la figlia di Augusto Zoppas, presidente. Enrico Zoppas assume anche questa carica nel 2004 dopo la morte di De Polo.

### Lo sviluppo
Nel 1984 la società firma un accordo con Cadbury Schweppes International iniziando a produrre e distribuire in Italia l'intera gamma di prodotti Schweppes e, nel 1988, firma un accordo di franchising con PepsiCo per produrre e commercializzare in Italia la gamma di prodotti a marchio Pepsi e Seven Up.
Nel 1995 nasce un nuovo stabilimento a Popoli Terme dove viene imbottigliata l'acqua minerale Guizza Fonte Valle Reale.  La società lancia poi sul mercato, inizialmente per MD Discount e poi più capillarmente, lo sport drink Energade.
Nel 1997 nasce a Valencia in Spagna la nuova società di San Benedetto per l’imbottigliamento di acqua minerale e bibite a marchio Fuente Primavera. Nello stesso anno viene costituita a Donato (Biella) l’Alpe Guizza S.p.A., che inizia l’imbottigliamento dell’acqua minerale Guizza Fonte Caudana.
All'inizio del 2000, attraverso un accordo di collaborazione paritario tra San Benedetto e Danone, viene costituita in Polonia la società Polska Woda e in Ungheria la Magyarviz Kft,  mentre nel 2001 acquisisce il 100% della società Acqua di Nepi S.p.A. (Viterbo) ampliando il proprio portafoglio prodotti con le acque effervescenti naturali.
Nel 2002 chiude un accordo per la produzione e il confezionamento di prodotti Coca Cola per il mercato europeo e l’anno successivo San Benedetto si espande nel mercato spagnolo con l’acquisizione della società Parque la Presa che produce, distribuisce e commercializza acqua minerale.
Nel 2006 Enrico, Gianfranco, Renzo, Maria Teresa, Sara, Federico e Matteo Zoppas raggiungono un accordo per l'acquisto delle quote degli altri membri della famiglia Zoppas in modo da detenere il 100% della Finanziaria San Benedetto a capo del Gruppo Acqua Minerale San Benedetto.
Nel 2010 la San Benedetto acquisisce da Danone il restante 50% delle due aziende attive nella produzione e commercializzazione di acque minerali e bibite in Polonia e Ungheria, diventandone unico azionista. Nel 2014 San Benedetto realizza a Viggianello (PZ) un nuovo stabilimento per l'imbottigliamento dell'acqua minerale San Benedetto dal Parco del Pollino. e l'anno dopo acquisisce lo storico marchio lucano di acqua minerale effervescente naturale Cutolo Rionero.
Nel 2021 acquisizione dello stabilimento di Acqua Paradiso in provincia di Udine.
Nel luglio 2023, l'azienda lancia due prodotti contenenti caffeina: San Benedetto Super Booster, un energy drink, e San Benedetto Fruit & Power, un succo di frutta misto (mela, melagrana, mango, ananas) arricchito
con taurina e caffeina.